# Paterna de Rivera
Paterna de Rivera é um município da Espanha na província de Cádiz, comunidade autónoma da Andaluzia, de área 14 km² com população de 5354 habitantes (2005) e densidade populacional de 383,61 hab/km².

## Demografia
| Variação demográfica do município entre 1991 e 2004 | Variação demográfica do município entre 1991 e 2004 | Variação demográfica do município entre 1991 e 2004 | Variação demográfica do município entre 1991 e 2004 |
| --------------------------------------------------- | --------------------------------------------------- | --------------------------------------------------- | --------------------------------------------------- |
| 1991                                                | 1996                                                | 2001                                                | 2004                                                |
| 4873                                                | 5093                                                | 5287                                                | 5313                                                |